# Малі Сорочинці
Малі́ Соро́чинці — село в Україні, у Миргородській міській громаді Миргородського району Полтавської області. Населення становить 527 осіб. Колишній орган місцевого самоврядування — Хомутецька сільська рада.

## Географія
Село Малі Сорочинці знаходиться на правому березі річки Хорол, вище за течією на відстані 1 км розташоване село Довгалівка, нижче за течією на відстані 5 км розташоване місто Миргород, на протилежному березі — село Зубівка. По селу проходить кілька іригаційних каналів.

## Історія
Під час археологічних розкопок на північній околиці села виявлено поселення доби бронзи III-ІІ тисячоліть до н. е., на березі р. Хоролу - залишки поселення черняхівської культури. До XIX ст. населений пункт мав назву село Сорочинці (на відміну від містечка Сорочинців). 
За ревізією 1723 р. село назване «полковничим», бо належало миргородському полковникові Д. Апостолу. Козацьким отаманом села тоді був Степан Ґигеняченко (Ґиґенченко); найзаможніші козаки -Данило Квас, Леонтій Адаменко, Кирило Шаповаленко, Кіндрат Ґрещенко (Ґресь?), Зінець Деркачеико та інші.
•1723 р. в селі вже існувала Параскевіївська церква, священиком у якій служив «презвитер» о. Стефан Йосифович, дяком - Корній Василенко, паламарем - Олексій Безбороденко. 
•1737 р. отаманом села був Іван Деркаченко, війтом - Савка Ревенко. 
•1781 р. село входило до другої Миргородської сотні Миргородського полку. 
•1787 р. там жили „різного звання казенні люди" і піддані козацької старшини: сотників Олександра Попатенка, Олексія Ганжевича та інших власників, усього 783 душі. 
•1883 р. село належало до Зубівської волості, розміщалося за 7 верст від Миргорода, за 2 версти від Зубівки; мало 333 господарства (з них 270 козацьких), 1725 душ обох статей. 
•1885 р. споруджено новий дерев'яний храм Параскевіївської церкви; також 10 листопада 1906 р. 
•З 1896 р. в селі діяло початкове народне училище. 
•1910 р. в селі було 320 господарств (із них 268 козацьких, 35 селянських, 11 привілейованого стану), 1791 житель. Окрім землеробства, населення займалося й іншими видами діяльності: теслярством - 13 душ, кравецтвом 16, шевством - 5, столярством - 8, ковальством - 3, ткацтвом - 33 (з них 32 чоловіки, одна жінка), інтелігентними заняттями 20. 
Найбільшими землевласниками були Юзефовичі, Попатенки, Явтушенко, Губенки. На початку XX ст. в селі жила родина заможних міщан Стельмахів (імовірно, купців); Василь Михайлович Стельмах учителював у Малосорочинському початковому народному училищі. Мав землю в селі також земський лікар О. Т. Богаєвський. 
•1915 р. працювала цегельня козака Захара Юрченка. 
•1912 р. діяла жіноча церковнопарафіяльна школа, 1918 р. - початкова двокласна 5-комплектна школа. 
•В 1923 - 1926 рр. село належало до Зубівської сільської ради Попівського району Лубенської округи, мало 402 господарства, 1828 осіб. 
•У 1929 - 1930 рр. у селі було створено перший колгосп „Згода", його організатором був Матвій Митрофанович Юхименко, першим головою - Антін Якович Кваша.
• У 20-х - 30-х рр. зазнали репресій члени родин Гаражів, Деркачів, Іваненків, Нечипоренків, П’ятьків, Терещенків, Тимошенків, Шуб, Юхименків та ін.

## Населення

### Мова
Розподіл населення за рідною мовою за даними :
| Мова       | Кількість | Відсоток |
| ---------- | --------- | -------- |
| українська | 507       | 96.21%   |
| російська  | 15        | 2.85%    |
| білоруська | 3         | 0.57%    |
| румунська  | 1         | 0.19%    |
| гагаузька  | 1         | 0.18%    |
| Усього     | 527       | 100%     |

## Економіка
- Молочно-товарна ферма.
- «Славутич», сільськогосподарське ТОВ.

## Об'єкти соціальної сфери
- Клуб.

## Відомі люди
- Леонід Лиман (1922—2003) — поет, публіцист, літературний критик. Яскравий представник українського модернізму.
- Юрковець Ігор Володимирович (1993—2014) — молодший сержант Збройних сил України, учасник російсько-української війни, загинув у боях за Іловайськ.